# ایکونیکس (گروه موسیقی)
 ایکونیکس (به انگلیسی: Equinox) گروه موسیقی اهل بلغارستان است.
آن ها در یوروویژن ۲۰۱۸ نماینده بلغارستان بودند.